# 201-я российская военная база
201-я российская военная база (официальное действительное наименование — 201-я Гатчинская ордена Жукова дважды Краснознамённая военная база) (сокр. 201 рвб, в/ч пп 01162) — общевойсковое формирование (военная база) Вооружённых Сил РФ в составе Центрального военного округа.
Объект российского военного и геополитического присутствия в Центрально-азиатском регионе, где также свои интересы проявляют и другие государства и страны. Сформирована в 2004 году на базе 201-й мотострелковой Гатчинской дважды Краснознамённой дивизии с целью защиты независимости и поддержки конституционного строя в Республике Таджикистан, обеспечения стабильности военно-политической обстановки и укрепления национальных интересов Российской Федерации в центрально-азиатском регионе. Пребывание военной базы продлено до 2042 года. Соответствующие договоры были подписаны и ратифицированы обеими странами. Военная база дислоцирована в городах: Душанбе, Куляб (до 2015 года) и Бохтар.

## История
Боевой путь соединения начался с 1 июня 1943 года, когда в Тосненском районе Ленинградской области по распоряжению Верховного Главнокомандующего на базе бригад внутренней охраны Ленинграда, пограничной бригады и отдельных подразделений бригады морской пехоты Краснознамённого Балтийского флота, оборонявших Ленинград с 1941 года, была сформирована 201-я стрелковая дивизия.
Боевое крещение дивизия приняла в 1944 года в боях за освобождение Гатчины. В составе войск Ленинградского фронта воинские части стрелковой дивизии освободили более 55 населённых пунктов и овладели городом Гатчина.
За мужество и массовый героизм личного состава, проявленный при освобождении Гатчины, приказом Верховного Главнокомандующего № 012, от 27 января 1944 года, 201-й стрелковой дивизии присвоено почётное наименование «Гатчинская».
11—13 февраля 1944 года в составе войск Ленинградского фронта дивизия приняла участие в Новгородско-Лужской наступательной операции. Пройдя с боями 134 километра, дивизия с ходу форсировала реку Лугу и овладела городом Лугой.
За образцовое выполнение заданий командования в боях с немецко-фашистскими захватчиками, мужество и самоотверженность личного состава, проявленные при освобождении Луги, приказом Верховного Главнокомандующего № 0143, от 29 мая 1944 года, дивизия награждена орденом Красного Знамени.
В апреле — июле 1944 года 201-я стрелковая дивизия участвовала в Нарвской наступательной операции советских войск, вела бои на Нарвском плацдарме и освобождала г. Нарву.
С сентября по октябрь 1944 года дивизия вела упорные бои по освобождению Эстонии и Латвии и принимала участие в освобождении Риги.
В 1944—1945 гг. дивизия вела боевые действия в Прибалтике, где участвовала в ликвидации Курляндской группировки немецко-фашистских войск, и встретила День Победы в порту Кандава (Латвия).
За время участия в боях во время Великой Отечественной войны три военнослужащих дивизии удостоены звания Героя Советского Союза, 13 — награждены орденом Ленина; 107 — орденом Красного Знамени; 174 — орденом Отечественной войны I степени; 253 — орденом Отечественной войны II степени; 1260 — орденом Красной Звезды; 310 — орденом Славы III степени; 3687 — медалью «За отвагу»; 2753 — медалью «За боевые заслуги».
С мая по июль 1945 г. дивизия дислоцировалась северо-западнее города Тукумс (Латвийская ССР). С августа 1945 года соединение шестью воинскими поездами перевезено по маршруту Тукумс — Елгава — Смоленск — Москва — Ряжск — Пенза — Куйбышев — Чкалов — Актюбинск — Ташкент — Самарканд и к 18 октября 1945 года сосредоточилась в городе Сталинабаде Таджикской ССР, войдя в состав войск Туркестанского военного округа.
С 1945 по декабрь 1979 года 201-я мотострелковая дивизия дислоцировалась на территории Таджикской ССР, занималась плановой боевой подготовкой.
В декабре 1979 года воинские части соединения были приведены в боевую готовность, доукомплектованы до штатов военного времени и провели боевое слаживание. По завершении этапа боевого слаживания 201-я мотострелковая дивизия была передислоцирована в г. Термез Узбекской ССР, где вошла в состав 40-й армии. Следует отметить, что 149 мсп не входил изначально в состав 201 мсд, а был включён в порядке её доукомплектования перед вводом.
В феврале 1980 года дивизия в составе Ограниченного контингента советских войск введена на территорию Демократической Республики Афганистан для оказания интернациональной помощи. Воинские части дивизии участвовали в рейдах и боевых мероприятиях в провинциях Кундуз, Тахар, Балх, Баглан, Саманган, несли службу на постах и сторожевых заставах.
В мае 1985 года указом Президиума Верховного Совета СССР за большие заслуги в деле вооружённой защиты Родины, успехи в боевой подготовке и в связи с 40-летием Победы советского народа в Великой Отечественной войне 1941—1945 годов 201-я мотострелковая Гатчинская Краснознамённая дивизия награждена вторым орденом Красного Знамени.
В феврале 1989 года 201-я мотострелковая Гатчинская дважды Краснознамённая дивизия была выведена из Республики Афганистан и дислоцирована на территории Таджикской ССР в городах Душанбе, Курган-Тюбе и Куляб.
С февраля 1980 по февраль 1989 года двое военнослужащих дивизии удостоены звания Героя Советского Союза, 6 — награждены орденом Ленина, 47 — орденом Красного Знамени, 2040 — орденом Красной Звезды, 332 — орденом «За службу Родине в Вооружённых Силах СССР», 2129 — медалью «За отвагу», 3482 — медалью «За боевые заслуги», 6983 — наградами Республики Афганистан.

После распада СССР Таджикистан в силу ряда причин, в частности экономических, отказался от взятия под свою юрисдикцию 201-й мотострелковой Гатчинской дважды Краснознамённой дивизии, 38-го зенитного ракетного полка и ряд других частей бывшего ВС Союза ССР дислоцируемых к тому моменту на территории республики, несмотря на предложение об этом бывшего Министра обороны Союза ССР, а затем Главнокомандующего Объединёнными Вооружёнными Силами СНГ маршала авиации Шапошникова Е. И..

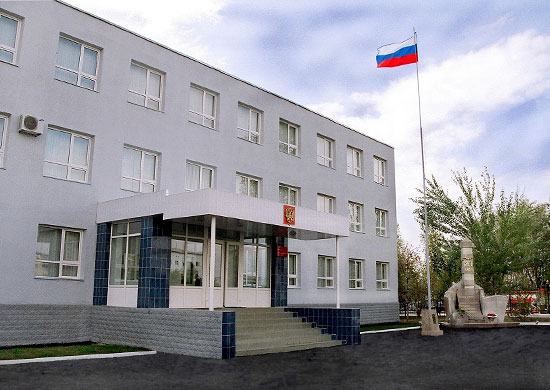
201-я российская военная база

С 1992 по 1996 год в условиях гражданской войны в Республике Таджикистан 201-я мотострелковая Гатчинская дважды Краснознамённая дивизия выполняла задачи по обеспечению общественного порядка, охране важнейших военных и государственных объектов в Республике Таджикистан, предупреждению и пресечению переходов государственной границы бандформированиями, в том числе подразделения участвовали в боевых действиях и эвакуации мирного населения. В частности, подразделения 149-го гвардейского мотострелкового Ченстоховского Краснознамённого, ордена Красной Звезды полка 201-й мотострелковой Гатчинской дважды Краснознамённой дивизии оказали помощь и отбили 12-ю заставу Московского погранотряда в 1993 году. При этом за эти годы удалось избежать полномасштабного вовлечения соединения во внутренний конфликт государства и захвата военной техники и вооружения конфликтующими сторонами.

За мужество и храбрость, проявленные военнослужащими дивизии при выполнении задач в условиях чрезвычайного положения и вооружённых конфликтов в Республике Таджикистан, один военнослужащий удостоен звания Героя Российской Федерации, 15 — награждено орденом Мужества, 13 — орденом «За военные заслуги», 1 — медалью ордена «За заслуги перед Отечеством» II степени, 9 — медалью «За отвагу», 26 — медалью Суворова, 42 — медалью «За укрепление боевого содружества».

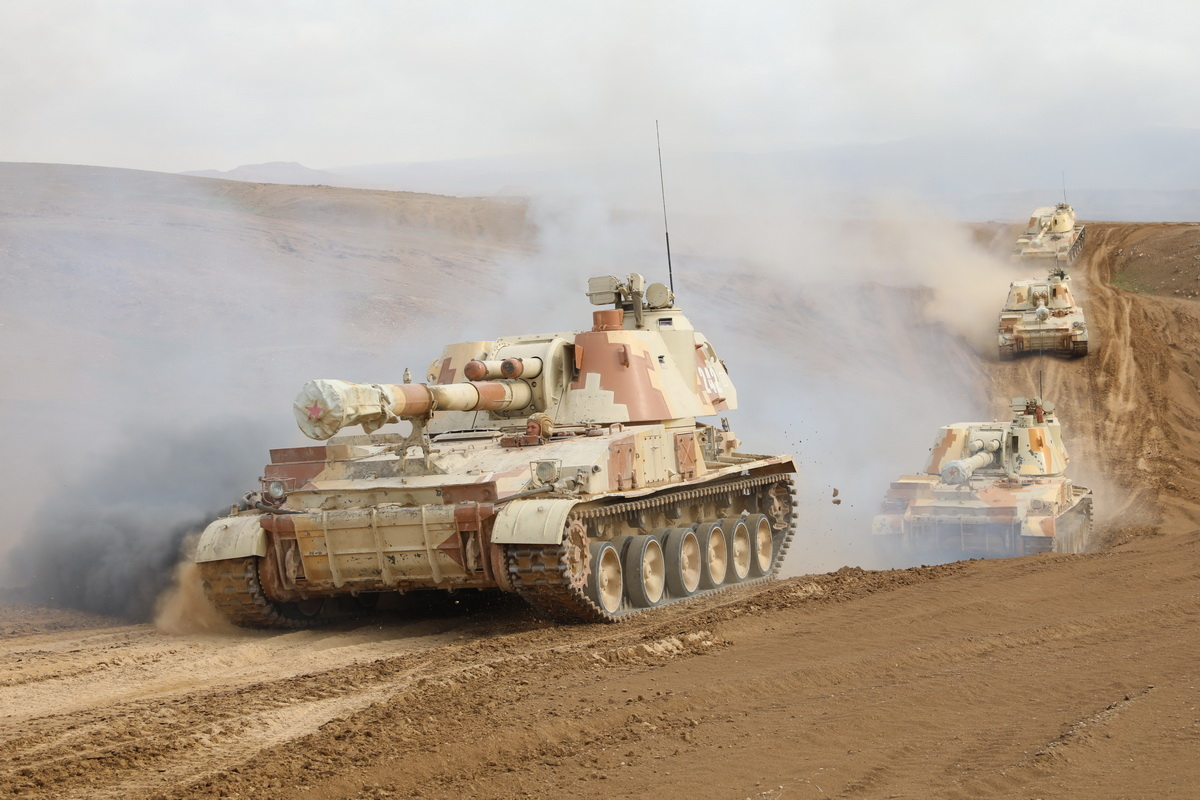
САУ 2С3 «Акация» 201-й рвб возвращаются с учения на полигоне Харб-Майдон. 24 апреля 2021 года.

 В соответствии с соглашением между правительствами Российской Федерации и Республики Таджикистан об объектах недвижимости, количестве и границах земельных участков, отводимых под российскую военную базу, и местах их расположения на территории Таджикистана с октября 2004 года по октябрь 2005 года в Таджикистане была образована крупнейшая российская сухопутная военная база за пределами России для поддержания мира и порядка в Таджикистане и содействие пограничным войскам и министерству обороны Таджикистана в выполнении их функций. Первоначально базе было присвоено название «4-я военная база» (сейчас этот номер носит российская военная база в Южной Осетии), но затем ей был возвращён номер мотострелковой дивизии, на базе которой она была создана. Указом Президента Российской Федерации № 1055 от 5 сентября 2005 г. 201-я мотострелковая Гатчинская дважды Краснознамённая дивизия преобразована в 201-ю военную Гатчинскую дважды Краснознамённую базу.
В августе 2008 года военную базу посетили Президент Российской Федерации Дмитрий Медведев и президент Таджикистана Эмомали Рахмон.
В 2009 году на основании директивы начальника Генерального штаба Вооружённых сил Российской Федерации 201-я военная Гатчинская дважды Краснознамённая база переведена на бригадную структуру.
В октябре 2011 года военная база получила новое Боевое Знамя. В 2012 г. 201-я военная Гатчинская дважды Краснознамённая база награждена орденом Жукова.
В начале июля 2012 года Россия обвинила таджикские власти в выдвижении неприемлемых условий продления аренды 201-й военной базы и приостановила её финансирование. После сложных переговоров Россия и Таджикистан подготовили соглашение, которое продлевает срок пребывания военной базы РФ в республике до 2042 года. 5 октября 2012 года в Душанбе на территории военной базы президентами России В. В. Путиным и Таджикистана Э. Рахмоном было подписано соглашение о статусе и условиях пребывания российской военной базы на территории Республики Таджикистан, которое было ратифицировано Государственной Думой РФ 7 мая 2013 года, палатой представителей Республики Таджикистан 1 октября 2013 года и закреплено подписанием в г. Сочи 6 февраля 2014 года министрами иностранных дел обеих стран двустороннего протокола об условиях и сроках пребывания 201-й военной Гатчинской дважды Краснознамённой, ордена Жукова базы на территории Республики Таджикистан.

Президент России Владимир Путин и президент Республики Таджикистан Эмомали Рахмон на территории военной базы, 5 октября 2012 года
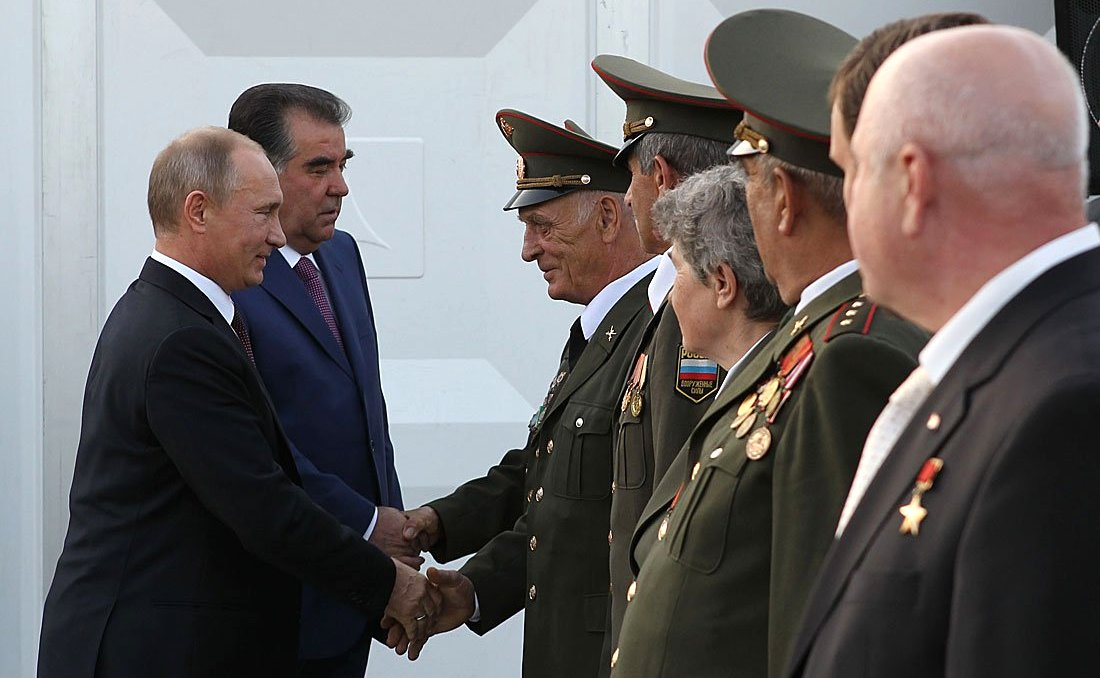
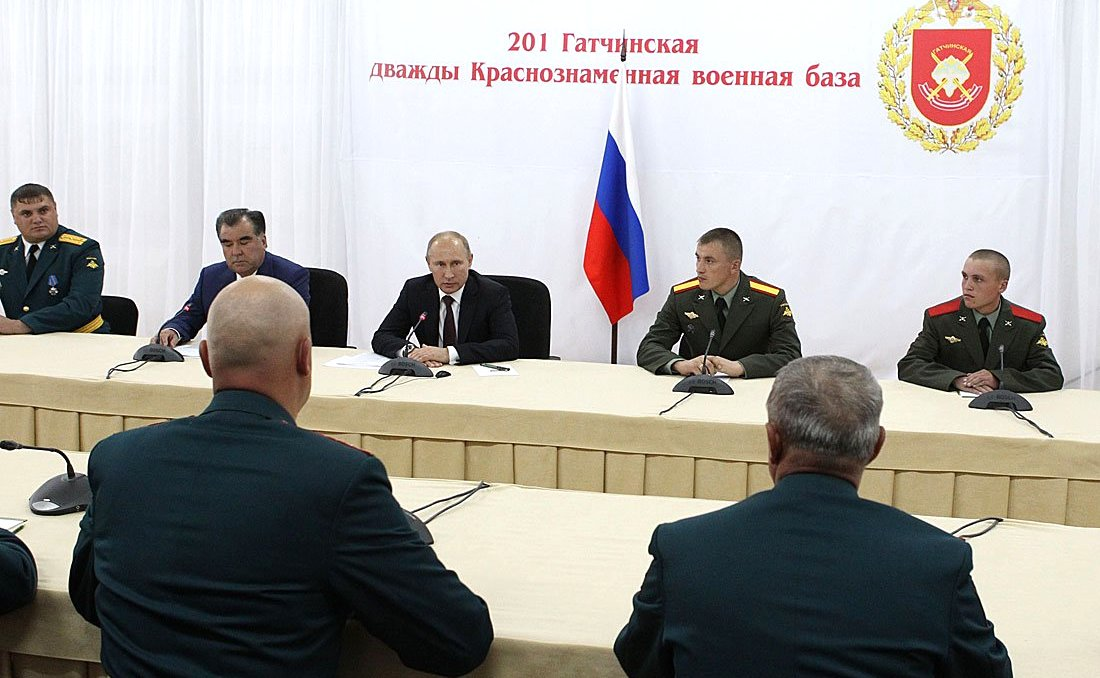
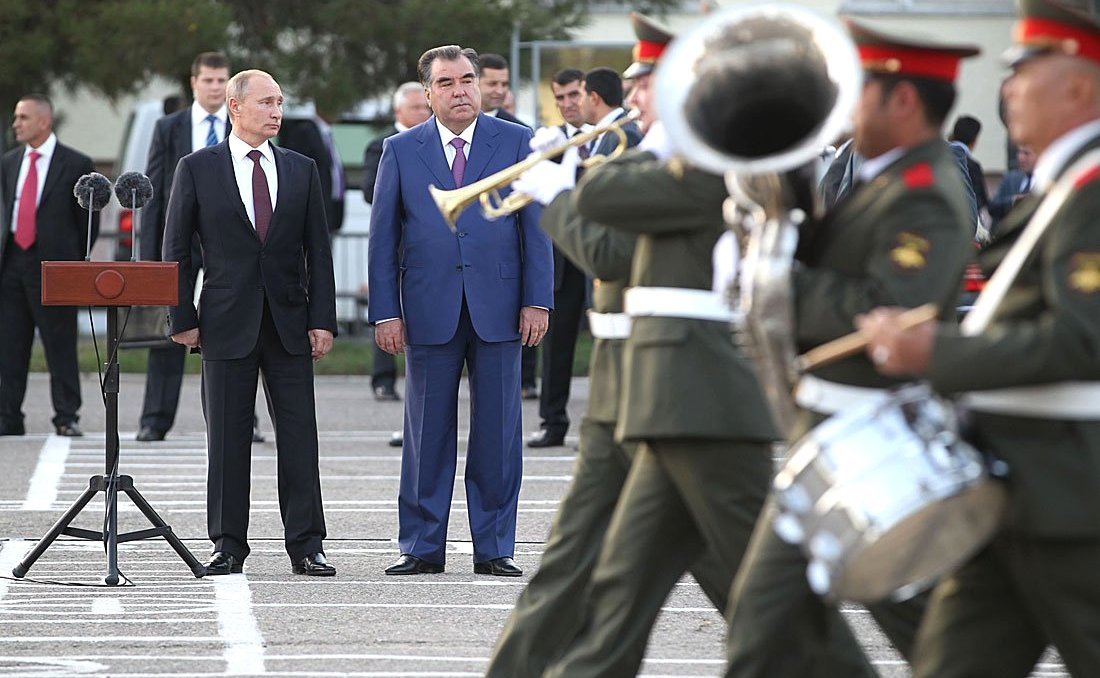
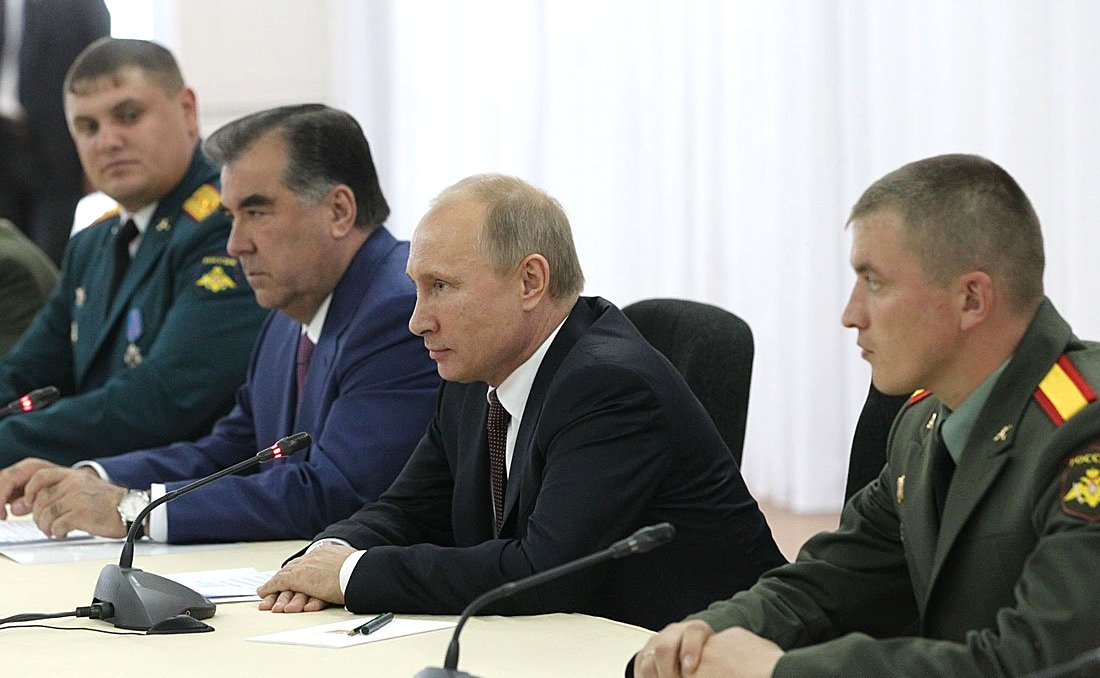

В 2013 году военная база была переведена на дивизионную структуру. В 2014 году база обеспечена разведывательными БПЛА типа «Застава», «Гранат» и «Леер». Указанные беспилотники, а также «Форпост» и «Орлан-10» были в 2015 г. испытаны в условиях высокогорья, в том числе в ночное время. В 2015 году база была усилена вертолётной группой (Ми-24П и Ми-8МТВ) размещённой на авиабазе Айни, близ города Гиссар. Также, в декабре 2015 года воссозданный 149-й гвардейский мотострелковый Ченстоховский Краснознамённый, ордена Красной Звезды полк был передислоцирован из г. Куляба на полигон «Ляур» под г. Душанбе. В 2016 году база перевооружена на БТР-82А и Т-72Б1.
С 1 декабря 2016 года на основании директивы начальника Генерального штаба Вооружённых Сил РФ база вновь переведена на бригадную структуру на фоне увеличения численности и улучшения подготовки вооружённых сил Таджикистана. Она дислоцирована в двух городах: Душанбе и Курган-Тюбе и насчитывает свыше 6 тыс. военнослужащих. Комплектование происходит преимущественно военнослужащими по контракту.
На октябрь 2015 года инструкторами базы было подготовлено более 1000 младших специалистов для армии Таджикистана. Личный состав военной базы оказывает помощь Таджикистану и при ликвидации последствий схода селей после землетрясений. Во исполнение «Соглашения между правительством Российской Федерации и правительством Республики Таджикистан о составе и организационно-штатной структуре российской военной базы на территории РТ» от 2005 года 201-й военной Гатчинской дважды Краснознамённой, ордена Жукова базой с 2005 по 2010 год было безвозмездно передано Таджикистану 13 882 единицы стрелкового оружия и средств ближнего боя, 1055 единиц военной техники, в том числе 317 единиц бронетанкового вооружения. Личный состав базы и полигоны были задействованы при проведении стратегических учений «Центр-2008» и «Центр-2011».
Протокол между правительствами России и Таджикистана о передаче недвижимого имущества российской 201-й военной базы в Хатлонской области в распоряжение Министерства обороны Таджикистана был ратифицирован в декабре 2021 г. Россия вывела базу из Куляба еще в 2015 году, передислоцировав ее на территорию военного полигона Ляур, расположенного в районе Рудаки. Место прежней дислокации российских военных на юге страны будет использовано для размещения военных подразделений Минобороны Таджикистана. По словам первого заместителя министра обороны республики Эмомали Собирзоды в пользование перешли: казармы для солдат и офицеров, жилые помещения, склады, медпункт, электроподстанция, участок земли и многие другие объекты.

## Состав
Изначально в состав 201-й мотострелковой Гатчинской дважды Краснознамённой дивизии входили:
- 92-й мотострелковый Сестрорецкий Краснознамённый полк (Душанбе)
- 149-й гвардейский мотострелковый Ченстоховский Краснознамённый, ордена Красной Звезды полк (Куляб)
- 191-й мотострелковый Нарвский Краснознамённый, ордена Александра Невского полк (Курган-Тюбе)
- 998-й артиллерийский Староконстантиновский Краснознамённый, орденов Суворова и Богдана Хмельницкого полк (Душанбе)
- 1098-й гвардейский зенитный ракетный полк (Душанбе)
- 670-я авиагруппа (Душанбе)
- 303-я отдельная вертолётная эскадрилья (Душанбе)
- 2-й отдельный реактивный дивизион (установок системы залпового огня «Ураган») (Курган-Тюбе)
- 783-й отдельный разведывательный батальон (Душанбе)
- 99-й отдельный медико-санитарный батальон
- 114-я отдельная рота радиационной, химической и биологической защиты
- 118-я отдельная рота радиоэлектронной борьбы

Кроме того, база имеет три своих полигона (Ляур, Момирак, Самбули), на которых регулярно и с большой интенсивностью проводится боевая подготовка.
Дивизия обеспечивалась размещёнными в гарнизонах отдельными воинскими частями и подразделениями, в частности медицинское обеспечение, кроме штатных подразделений, обеспечивалось 348-м военным госпиталем (бывший гарнизонный военный госпиталь Душанбинского гарнизона, включён в состав 201 ВБ в 2005 году) и 1379-м центром госсанэпиднадзора, расквартирование 1027-м отдельным эксплуатационным взводом 109-го КЭО, банно-прачечное обслуживание 22-м, 23-м, 24-м подвижными прачечными и т. д. При создании военной базы на основе дивизии, возможно, они были включены в её состав.

### 2004
На базе дивизии, с ратификацией «Договора о статусе и условиях пребывания российской военной базы на территории Таджикистана», 16 октября 2004 года формируется 201-я (на тот момент 4-я) военная база Российской Федерации в Республике Таджикистан с численностью личного состава до 7000 человек. Является самым большим воинским контингентом России постоянной дислокации за её пределами, одновременно является самой боеспособной в Центральноазиатском регионе. По оценке IISS в 2013 году, в количественном и качественном отношении 201-я ВБ превосходила всё ВС РТ в совокупности. В дальнейшем включена в состав сил КСОР ОДКБ на афганском направлении.
Состав созданной 4-й военной базы:
- 92-й мотострелковый Сестрорецкий Краснознамённый полк (Душанбе)
- 149-й гвардейский мотострелковый Ченстоховский Краснознамённый, ордена Красной Звезды полк (Куляб)
- 191-й мотострелковый Нарвский Краснознамённый, ордена Александра Невского полк (Курган-Тюбе)
- 670-я авиагруппа (5 Су-25, аэродром Айни, в дальнейшем передислоцирована в Кант)
- 303-я отдельная вертолётная эскадрилья (4 Ми-24, 4 Ми-8, аэродром Айни, в дальнейшем передислоцирована в Кант)
- 295-й отряд психологических операций
- отдельные батальоны (разведки, РЭБ, ремонтно-восстановительный, материального обеспечения, связи).

Подчинение военной базы — ПУрВО.

### 2005
13 июля 2005 года из Республики Таджикистан были выведены подразделения пограничной службы ФСБ России дислоцируемые там с постсоветского периода на Таджикско-Афганской границе. Формируется 201-я военная база Указом Президента РФ № 1055 от 5 сентября 2005 г.

### 2009
Летом 2009 года (юридический директивой Генштаба ВС РФ в 2010 году) в связи с проводимой военной реформой и переходом на «новый облик» российской армии 201-я военная база была переведена на штат мотострелковой бригады с отдельными и линейными батальонами, дивизионами и другими подразделениями расквартированными в гарнизонах в городах Кулябе (859 гв. омсб, 860 гв. омсб, 729 гв. огсадн, здн, 30 омедр, овс, опб, пп), Курган-Тюбе (969 омсб, 730 огсадн, 2 ореадн, зрдн, 56 орРХБЗ (огнемётная), 31 омедр, овс, опб, пп), Душанбе (управление базы, 858 омсб (горный), тб, рб, рвб, 636 обмо, 212 обс (без 2 взводов), медб, буар, рРЭБ, пб, пп).

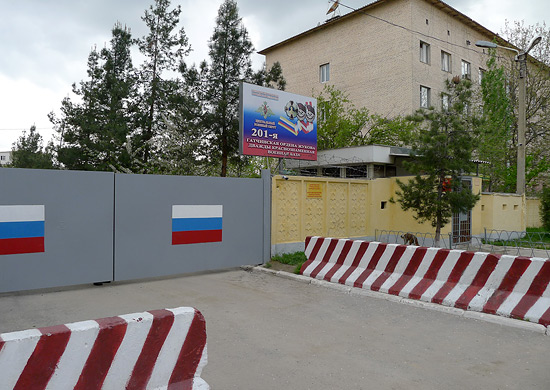
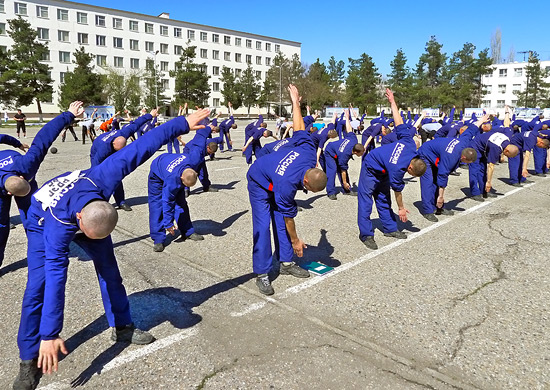
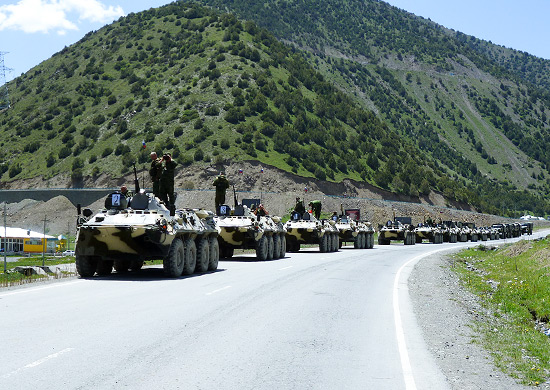
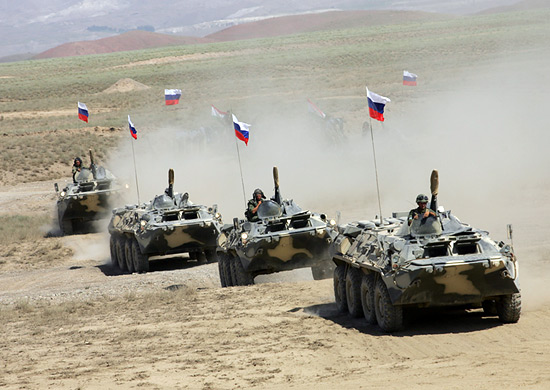
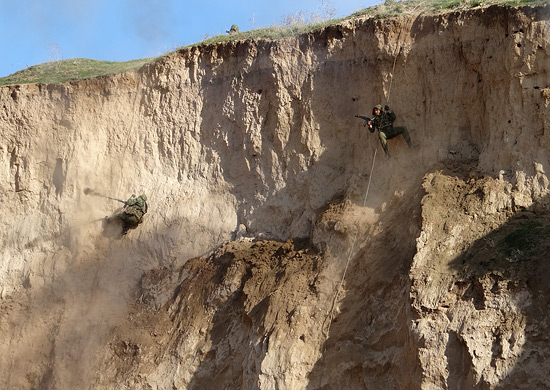

### 2011
Происходит передислокация военного госпиталя из центра города в район дислокаций основных подразделений военной базы в Душанбе, с 2017 года военный госпиталь 201 ВБ значится как 451-й.
С 2011 года из состава военнослужащих 201-й военной базы были исключены лица не имеющие гражданства РФ. 10 октября 201 военной базе было вручено боевое знамя нового образца (бело-оранжево-чёрное).

### 2014
В 2014 году 201-я военная база переведена обратно на штатную структуру дивизии. Воинские части и подразделения военной базы дислоцированы в двух городах (по 2015 год в трёх) Республики Таджикистан: Душанбе и Курган-Тюбе.
- Командование базы (г. Душанбе)
- 92-й мотострелковый Сестрорецкий Краснознамённый полк (г. Душанбе)
- 149-й гвардейский мотострелковый Ченстоховский Краснознамённый, ордена Красной Звезды полк[~ 1] (г. Куляб)
- 191-й мотострелковый Краснознамённый, ордена Александра Невского полк (г. Курган-Тюбе)
- разведывательный батальон (г. Душанбе) (в составе 4-х рот: разведывательной роты, 2-х разведывательных рот специального назначения, роты радиоэлектронной разведки)
- реактивный артиллерийский дивизион (г. Душанбе)
- ремонтно-восстановительный батальон (г. Душанбе) (в составе 3-х рот)
- батальон управления (г. Душанбе) (на базе 212-го отдельного батальона связи)
- батальон материального обеспечения (г. Душанбе) (на базе 636-го отдельного батальона материального обеспечения)
- взвод управления начальника артиллерии (г. Душанбе)
- взвод управления начальника ПВО (г. Душанбе)
- центр радиоэлектронной борьбы (г. Душанбе)
- 109-й гарнизонный суд (г. Душанбе)
- филиал 354-го окружного военного клинического госпиталя (г. Душанбе) (бывший 348-й военный госпиталь Душанбинского гарнизона[61])

### 2015
С сентября 2015 года в состав соединения вошла авиагруппа, передислоцированная обратно с Канта в Айни.
В ноябре 2015 года 149-й мсп передислоцирован из Куляба в Душанбе (военный полигон «Ляур»), гарнизонное имущество передано в МО РТ в счёт компенсации.
С 2015 года организовано обучение младших специалистов ВС РТ инструкторами 201 ВБ.

### 2016
В 2016 году в составе военной базы был повторно сформирован танковый батальон путём объединения танковых рот мсб. Поднимался вопрос об усилении авиагруппы.
Закончено в 2016 году повторное преобразование 201 военной базы в бригадный состав.
С 2017 года в составе базы 451-й военный госпиталь.

### 2019
В 2019 году в составе 201 ВБ сформирован батальон БПЛА. На вооружении батальона находятся БПЛА Форпост, Орлан-10, Леер-3, Элерон, Гранат, Тахион.

## Вооружение и военная техника
Боевая и специальная техника 201-й РВБ в Таджикистане постоянно совершенствуется в соответствии с Госпрограммой вооружения на 2018—2027 годы. При обновлении вооружения учитывается также обстановка в стране базирования и прилегающих странах, а также характеристики предполагаемого театра военных действий.
В ходе перевооружения военной базы, унаследованная от дивизии вооружение и военная техника советских времён передавалась постепенно в МО РТ.
На вооружение в соединение поступили новейшие комплексы беспилотной авиации, антидроновые средства РЭБ серии «Силок».
В ходе перевооружения мотострелковые подразделения 201-й базы в 2020 году получили 18 модернизированных боевых машин пехоты БМП-2М, оснащенных автоматической системой управления огнем, приборами панорамного и ночного прицеливания и наблюдения, новой радиостанцией Р-168 «Акведук» (защищенная от перехвата противником и устойчивая в условиях радиоэлектронной борьбы связь на расстоянии до 30 км).
Ранее в конце 2019 года российские подразделения в Таджикистане получили зенитные ракетные комплексы (ЗРК) С-300ПС, В состав дивизиона вошли около 30 единиц техники, среди которых командный пункт, пусковые установки, радиолокатор, системы наведения, а также машины обеспечения. 100 новых танков Т-72Б1 и бронетранспортеров БТР-82А, которые отличаются повышенной огневой мощью, защищенностью экипажей и новыми системами связи.
4 декабря 2019 года на вооружение 201-й российской военной базы в Таджикистане поступили бронеавтомобили «Есаул».
В конце 2019 года на вооружение 201-й российской военной базы в Таджикистане поступил новейший комплекс радиопомех «Поле-21». Впервые комплекс был использован в январе 2020 года в ходе учений специалистов РЭБ201-й российской военной базы.
В марте 2020 года партия из восьми модернизированных боевых машин пехоты БМП-2М поступила на вооружение 201-й российской военной базы в Таджикистане взамен устаревших образцов техники для мотострелковых подразделений военной базы.
В октябре 2020 года завершилось перевооружение авиагруппы 201-й военной базы в Таджикистане современными модификациями транспортно-боевых вертолетов Ми-8МТВ5-1 .
В августе 2021 года на вооружение 201-й военной базы в Таджикистане поступили новые противотанковые ракетные комплексы Корнет (ПТРК)

## Командир
- октябрь 2004 — январь 2006 — полковник (с июня 2005 — генерал-майор) Юдин Сергей Сергеевич[90].
- январь 2006[90] — июнь 2009[91] — полковник (с февраля 2007[92] — генерал-майор) Завизьон Алексей Владимирович.
- июль 2009[91] — ноябрь 2010[93] — полковник Красин, Игорь Леонидович.
- ноябрь 2010[93] — ноябрь 2013 — полковник Рюмшин Сергей Павлович[94].
- ноябрь 2013 — май 2015 — полковник (с февраля 2014 — генерал-майор[95]) Тубол, Евгений Викторович[96].
- январь 2015 — декабрь 2016 — полковник Лямин Денис Игоревич[97].
- декабрь 2016 — ноябрь 2018 — генерал-майор Митяев, Олег Юрьевич[98].
- ноябрь 2018 — январь 2022 — полковник Горячев, Сергей Владимирович[99].
- январь 2022 — ноябрь 2022 — полковник Ковылин Евгений Геннадьевич
- ноябрь 2022 - н.в. - генерал-майор Марушкин Андрей Сергеевич[100][101].

## Награды
Указом Президента РФ № 1345 от 3 октября 2012 года: «За успешное выполнение военных задач, и проявленные при этом личным составом мужество и героизм, 201-я Гатчинская дважды Краснознамённая военная база награждена орденом Жукова».

## СМИ
При 201-й военной базе действует свой радиотелевизионный центр с редакцией телевидения и радиопередач «ТВ-201», которая вещает на территории военной базы. Также издаётся газета «Солдат России», считающаяся правопреемницей дивизионной газеты «Красноармейское слово» с 1943 г. При редакции создана группа «Память-201», в которую входят военнослужащие, добровольно посвящающие свои выходные восстановлению захоронений красноармейцев, участников Великой Отечественной войны, воинов-интернационалистов и ветеранов базы на православном кладбище в г. Душанбе, благоустройству Аллеи Славы.

## Другие российские военные объекты в республике Таджикистан
Другой российский военный объект в Таджикистане — оптико-электронный комплекс «Окно» («Нурек») системы контроля космического пространства (СККП), находящийся близ Нурека, — подчиняется Войскам воздушно-космической обороны (с 2015 г. — Космические войска) и в состав военной базы не входит.